# Grand cru

Fles Gevey Chambertin Grand Cru

Grand cru is een in de wijnbouw gebruikte term die letterlijk "grote oogst" betekent. De term "groot" slaat daarbij op de kwaliteit. De term is in de Franse wetgeving vastgelegd en dan ook wettelijk beschermd. In de verschillende wijngebieden van Frankrijk heeft het begrip grand cru verschillende betekenissen.
In de Bourgogne en de Elzas is grand cru de term voor een uitstekende wijngaard met een eigen Appellation d'Origine Contrôlée. In andere wijnstreken zegt de term grand cru minder. In Saint-Émilion bijvoorbeeld mag wel 60% van de productie de naam grand cru gebruiken. De Médoc in de Bordeaux kent wel een (prestigieus) classificatiesysteem voor grands crus.
De oudste grand cru (avant la lettre weliswaar) is de Falernische wijn, die werd erkend en gedefinieerd na de uitzonderlijke oogst van 121 v.Chr. Na introductie van dit concept (waarbij er geen Latijnse term is voor premier cru of grand cru), kon een duidelijk onderscheid gemaakt worden gemaakt tussen wijnen die werden geproduceerd met kwaliteit als oogmerk en wijnen met kwantiteit als oogmerk.

## Bourgogne
In de Bourgogne is de hoogste classificatie grand cru. Premier cru is de daarop volgende, mindere classificatie. Bij de officiële classificatie in de Bourgogne in 1861 door het Agricultureel Comité van Beaune is de indeling in het invloedrijke werk Histoire et statistique de la vigne des grands vins de la Côte d’Or van Jean Lavallé uit 1855 vrijwel ongewijzigd overgenomen. De indeling in 1861 kende drie klassen waarvan de wijngaarden uit de eerste klasse vrijwel allemaal grand cru werden bij de introductie van de Appellation d'Origine Contrôlée in de jaren 1930.
Per gemeente worden in onderstaande tabel de wijngaarden genoemd met grand cru status in Bourgogne, inclusief de kleur waarin de wijn geklasseerd is en het oppervlak van de wijngaard:
Côte de Beaune:
- Aloxe-Corton:
  - Corton (rood, 101 ha en wit, 2 ha)
  - Corton-Charlemagne (wit, 48,9 ha)
- Chassagne-Montrachet:
  - Le Montrachet (wit, 8,00 ha[2])
  - Bâtard Montrachet (wit, 11,87 ha[3])
  - Criots-Bâtard-Montrachet (wit, 1,57 ha)
- Puligny-Montrachet:
  - Le Montrachet (wit, 8,00 ha[4])
  - Bâtard-Montrachet (wit, 11,87 ha[3])
  - Bienvenues-Bâtard-Montrachet (wit, 3,69 ha)
  - Chevalier-Montrachet (wit, 7,36 ha)

Côte de Nuits:
- Chambolle-Musigny:
  - Les Bonnes Mares (rood, 15,06 ha[5])
  - Les Musigny (rood en wit, 10,86 ha[6])
- Flagey-Echézeaux:
  - Echézeaux (rood, 37,69 ha)
  - Grands-Echézeaux (rood, 9,14 ha)
- Gevrey-Chambertin:
  - Chambertin (rood, 12,90 ha)
  - Chambertin-Clos-de-Bèze (rood, 15,40 ha)[7]
  - Mazis-Chambertin (rood, 9,10 ha)
  - Griottes-Chambertin (rood, 2,73 ha)
  - Charmes-Chambertin en Mazoyères-Chambertin (rood, 30,83 ha)[8]
  - Chapelle-Chambertin (rood, 5,49 ha)
  - Ruchottes-Chambertin (rood, 3,30 ha)
  - Latricières-Chambertin (rood, 7,35 ha)
- Morey-Saint-Denis:
  - Clos de Tart (rood, 7,53 ha)
  - Clos-Saint-Denis (rood, 6,62 ha)
  - Clos-de-la-Roche (rood, 16,90 ha)
  - Clos des Lambrays (rood, 8,84 ha)
  - Bonnes Mares (rood, 1,52 ha[9])
- Vosne-Romanée:
  - La Tâche (rood, 6,06 ha)
  - La Grande Rue (rood, 1,65 ha)
  - Le Richebourg (rood, 8,03 ha)
  - La Romanée (rood, 0,85 ha)
  - La Romanée-Conti (rood, 1,81 ha)
  - Romanée-Saint-Vivant (rood, 9,44 ha)
- Vougeot:
  - Clos de Vougeot (rood, 50,59 ha)

Chablis (alle wit):
- Blanchot
- Bougros
- Les Clos
- Grenouilles
- Preuses
- Valmur
- Vaudésir

## Champagne
Omdat een champagne geassembleerd wordt uit de wijnen uit tientallen gemeenten, waaronder gemeenten die een grand cru of een premier cru voortbrengen, is de term grand cru bij champagnes van minder belang.
In de Échelle des crus waren oorspronkelijk twaalf dorpen onderscheiden als grand cru. In 1985 werden dat zeventien dorpen omdat ook Chouilly, Mesnil-sur-Oger, Oger, Oiry en Verzy het predicaat verwierven. Minder dan 9% van de wijngaarden in de Champagne kreeg een 100%-grand-cru-waardering. Al deze grand cru-dorpen en Premier cru-dorpen liggen aan de Marne.
- Ambonnay
- Avize
- Ay
- Beaumont-sur-Vesle
- Bouzy
- Chouilly
- Cramant
- Louvois
- Mailly
- Le Mesnil-sur-Oger
- Oger
- Oiry
- Puisieulx
- Sillery
- Tours-sur-Marne
- Verzenay
- Verzy

Op de indeling in cru's is veel kritiek. Ze houdt geen rekening met de "terroir" van verschillende wijngaarden binnen een gemeente en is alleen op een lang geleden voor die druiven betaalde prijs gebaseerd.

## Bier
Het gebruik van de term 'grand cru' voor bieren is niet gereglementeerd en daarom in principe betekenisloos. Elke brouwer die zijn bier een 'grand cru' vindt, kan dit naar eigen willekeur op het etiket vermelden. Met name in België komt dit sporadisch voor en dit betreft dan meestal bieren van een hoger alcoholpercentage dan gebruikelijk. Voorbeelden zijn Saint-Feuillien Grand Cru, Rodenbach Grand Cru en Hoegaarden Grand Cru.